# Курумоч (станция)
Курумоч — железнодорожная станция (пассажирская и грузовая) в Самарской области на территории Волжского района.
Собственник станции — Куйбышевская железная дорога — филиал Открытое акционерное общество «Российские железные дороги».
Территориально станция относится к сельскому поселению Курумоч.
Станция названа одноименно находящемуся рядом селу. Позднее в селе сделали остановочный пункт «Платформа 141 км».
Станция была открыта в 1950 году, в годы строительства Куйбышевской ГЭС. В 1980-х годах станция была конечным пунктом назначения для зимних поездок (маршрут выходного дня из Самары) электропоездов «Метелица», «Турист» и «Здоровье» и пассажирского поезда «Снежинка» (поезда «Здоровья»).

## Деятельность

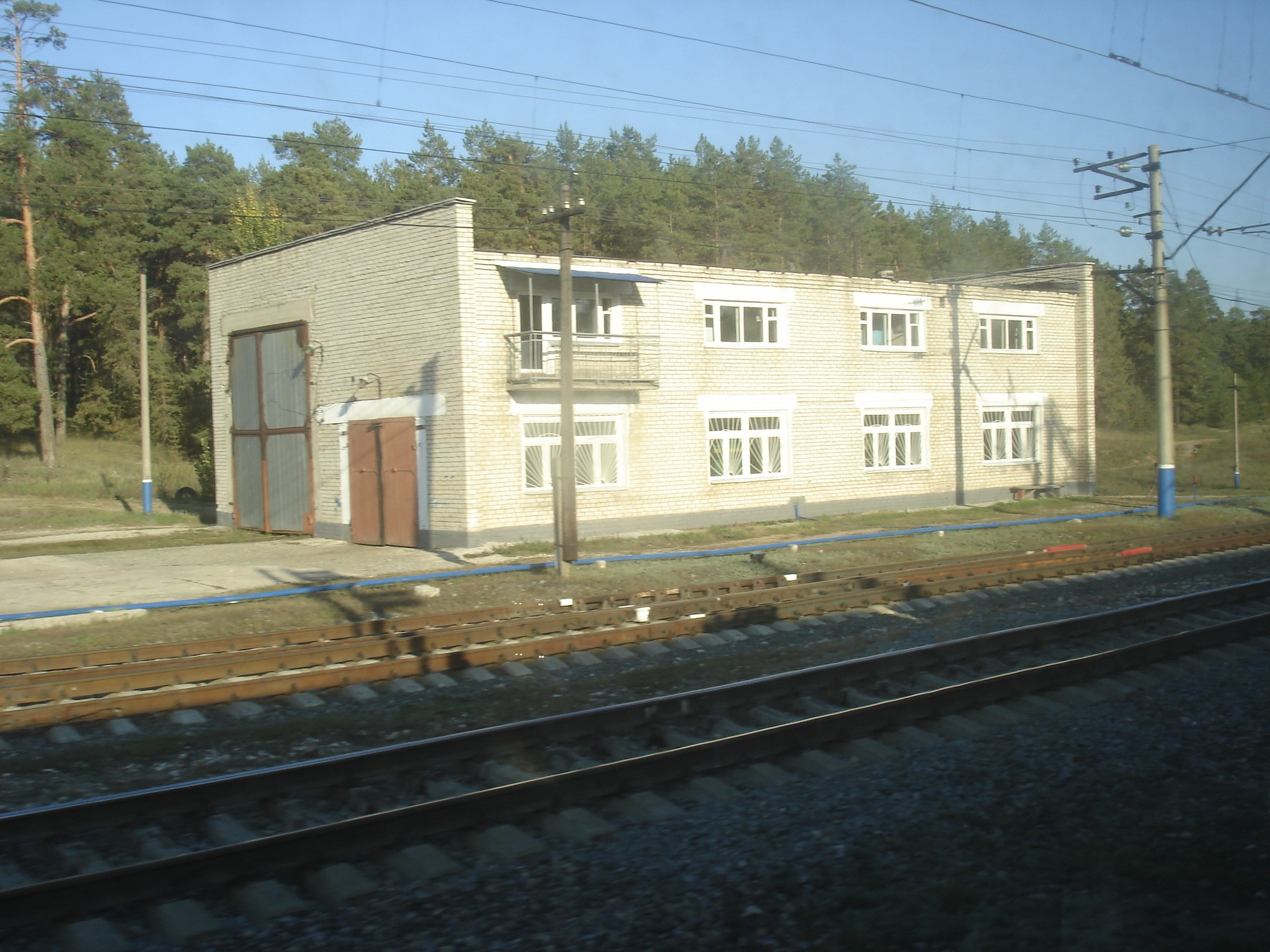
Здание на территории станции

Билет на электропоезд "Турист"

О. п. Курумоч находится на направлении Самара — Жигулёвское море. От станции отходит отднопутная ветка в аэропорт Курумоч (ныне для пассажриского сообщения не используется). На платформе останавливаются пригородные поезда, следующие до станций Тольятти и Жигулёвское Море (раньше также ходили прямые электрички из Самары в Жигулёвск и аэропорт Курумоч). Станция Курумоч также служит конечной для нескольких пар электропоездов в день. Кроме того, на станции производятся прием и выдача повагонных и мелких отправок грузов (имеются подъездные пути и открытые площадки). Пассажирские поезда дальнего следования по направлению не курсируют.
На станции имеется здание вокзала с кассой и две платформы. Турникеты и навесы над платформами отсутствуют.
| С-З | село Курумоч 3 км M5 5 км       | аэропорт Курумоч 10 км | M5 7 км                                 | С-В |
| З   | река Волга 4 км                 | Роза ветров            | Платформа 154 км 6 км                   | В   |
| Ю-З | село Ширяево (через Волгу) 7 км | река Волга 4 км        | пгт Волжский 3 км Платформа 151 км 3 км | Ю-В |

|  |  |